# Monte Colombo
Monte Colombo – miejscowość i gmina we Włoszech, w regionie Emilia-Romania, w prowincji Rimini.
1 stycznia 2016 gmina została zlikwidowana.

## Demografia
Według danych na styczeń roku 2012 gminę zamieszkiwały 3 443 osoby a gęstość zaludnienia wynosiła 289,1 os./km².